# Willard (cràter)
Willard és un cràter d'impacte en el planeta Venus de 48,4 km de diàmetre. Porta el nom d'Emma Willard (1787-1870), pedagoga estatunidenca, i el seu nom va ser aprovat per la Unió Astronòmica Internacional el 1994.